# 국민급진주의

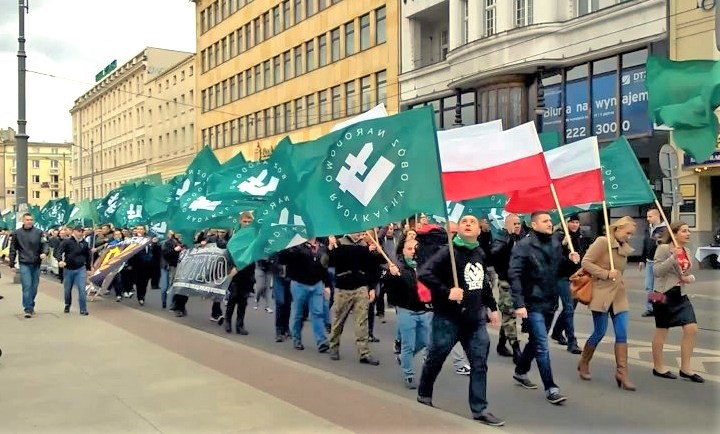
2005년 폴란드 포즈난에서 행진하는 국민급진주의자들.

국민급진주의(폴란드어: narodowy radykalizm 나로도보 라디칼리즘[*], 영어: national radicalism 내셔널 래디컬리즘[*])는 1930년대에 발생한 폴란드 국민주의의 급진적 분파다. 보통 극우로 분류된다. 자본주의를 반대했기에 파시즘으로 분류되기도 하며, 가톨릭 중심주의를 주장하여 교권파시즘이라고도 한다. 국민급진주의의 상징은 도검을 손에 쥔 팔이다. 대표적으로, 국민급진기지가 이 분파의 시초이기도 하다.